# Europäische Schaufelfußkröten

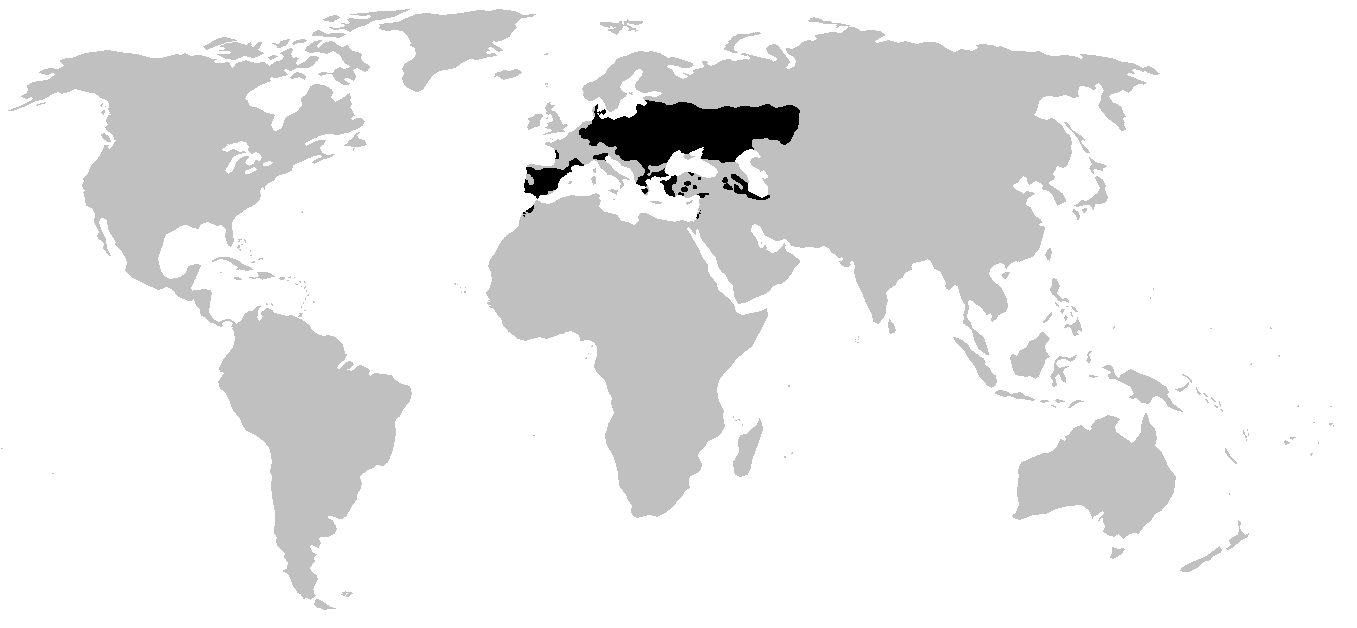
Verbreitungsgebiet der Familie Pelobatidae

Die Europäischen Schaufelfußkröten (Pelobates), auch Europäische Schaufelkröten genannt, sind die einzige Gattung innerhalb der gleichnamigen Familie. Der wissenschaftliche Name der Familie lautet Pelobatidae.

## Merkmale
Europäischen Schaufelfußkröten sind moderat große, gedrungene Froschlurche mit glatter Haut. Adulte Exemplare erreichen eine Kopf-Rumpf-Länge von 50 bis 100 mm. Ihre Beine sind kurz, die Schwimmhäute zwischen den Zehen gut entwickelt. Die Pupillen sind vertikal-schlitzförmig. Namensgebend ist der keratinisierte, als „Grabschaufel“ dienende Fersenhöcker an den Hinterfüßen.
Die Mundpartien der Kaulquappen sind verhornt (keratinisiert). Ihre linke und rechte Branchialkammer verschmelzen hinter dem Herzen und werden über ein Atemloch linksseitig in der Mitte des Körpers entleert.

## Verbreitung
Das Verbreitungsgebiet der Europäischen Schaufelfußkröten umfasst das westliche Europa, das nordwestliche Afrika und den Westen Asiens. Von den vier Arten kommt nur der potenziell gefährdete Messerfuß (Pelobates cultripes) ausschließlich in Europa vor. Der stark gefährdete Marokkanische Messerfuß (Pelobates varaldii) lebt ausschließlich in fragmentierten Habitaten in den Küstenebenen Marokkos.

## Lebensweise
Europäischen Schaufelfußkröten verbringen viel Zeit ihres Lebens in selbstgegrabenen Höhlungen. Mit Hilfe von scharfrandigen „Grabschaufeln“ an den Hinterfüßen graben sie sich in den Boden ein, wobei die Hinterbeine abwechselnd bewegt werden. Sie bevorzugen offene Habitate mit lockerbödigen Lebensräumen, sind aber auch in Kulturlandschaft anzutreffen. Die Vermehrung erfolgt explosiv, also in kurzer, gleichzeitiger Aktivität, bei der sie im Frühjahr in die Gewässer wandern. Die Männchen haben keine Schallblase und geben unter Wasser tiefe Rufe von sich. Der Amplexus bei der Paarung erfolgt in der Leistengegend des Weibchens, dabei werden 3500 bis 7000 Eier in langen Laichschnüren abgelegt. Das Kaulquappenstadium dauert bei der Syrischen Schaufelkröte 2 bis 3 Monate, bei der Knoblauchkröte dauert es länger und die Larven können je nach Klima 1 bis 3 Jahre überwintern. Aus dem langen Larvenstadium resultieren mit 180 mm Gesamtlänge die längsten Kaulquappen aller europäischen Froschlurche.

## Systematik
Die deutschsprachige Bezeichnung Europäische Schaufelfußkröten dient hauptsächlich der Unterscheidung zur Familie der Amerikanischen Schaufelfußkröten, mit denen sie früher eine gemeinsame Familie bildeten. Näher verwandt sind sie jedoch mit den Asiatischen Krötenfröschen, zusammen mit denen sie in die Überfamilie Krötenfrösche (Pelobatoidea) gestellt wurden.

### Arten
Die Familie der Europäischen Schaufelfußkröten umfasst sechs Arten:
- Pelobatidae Bonaparte, 1850
  - Pelobates Wagler, 1830
    - Pelobates balcanicus Karaman, 1928
    - Messerfuß – Pelobates cultripes (Cuvier, 1829)
    - Knoblauchkröte – Pelobates fuscus (Laurenti, 1768)
    - Syrische Schaufelkröte – Pelobates syriacus Boettger, 1889
    - Marokkanischer Messerfuß – Pelobates varaldii Pasteur & Bons, 1959
    - Östliche Knoblauchkröte – Pelobates vespertinus Pallas, 1771